# Phaeomolis similis
Phaeomolis similis är en fjärilsart som beskrevs av Rothschild 1912. Phaeomolis similis ingår i släktet Phaeomolis och familjen björnspinnare. Inga underarter finns listade i Catalogue of Life.